# Daniel Sousa
Pedro Daniel da Cunha Pereira de Sousa, meglio noto come Daniel Sousa (Barcelos, 3 ottobre 1984), è un allenatore di calcio portoghese.

## Carriera

### Assistente
Sousa ha incontrato per la prima volta André Villas-Boas quando studiava nell'Università di Porto, facoltà di sport. I due hanno lavorato insieme ininterrottamente dal 2009 al 2021, quando Villas-Boas ha smesso di allenare, con Sousa che ha svolto dapprima il ruolo di assistente e in seguito quello di vice.

### Allenatore
Il 16 novembre 2022, Sousa è stato nominato tecnico della squadra della sua città natale, il Gil Vicente, sostituendo Ivo Vieira. Porta la squadra dal 16º al 13º posto, tuttavia il 26 giugno 2023 viene assolto dall'incarico.
Il 15 novembre 2023, in seguito all'esonero di Daniel Ramos, diventa allenatore dell'Arouca. Il 20 maggio 2024 lascia il club dopo aver ottenuto il 7º posto in classifica.
Il 24 maggio 2024 Sousa ha firmato un contratto biennale con il Braga, con decorrenza dal 1º luglio seguente. Il 12 agosto 2024, complice un inizio di stagione assai deludente, è stato licenziato dalla società portoghese.
Il 26 dicembre 2024 viene assunto dal Vitória Guimarães.